# 聪听堂
聪听堂位于江西上饶婺源县思口镇的中国历史文化名村、中国传统村落思溪村延村。聪听堂建于清乾隆年间。主人金嘉藻为亦儒亦商的木商。聪听堂两进三开间。门罩砖雕精美，室内木雕极为精美，内部花卉颇为，形成迷你私家园林。
聪听堂已列为婺源县文物保护单位。现为“思溪-延村景区”的一处售票景点，向游客开放。